# Sven Krauss
Sven Krauss (Herrenberg, 6 de enero de 1983) es un ciclista alemán. Fue profesional entre 2004 y 2008 con el equipo Gerolsteiner. Sin equipo al final de 2008 decidió recalificarse como amateur. En 2010 ganó tres victorias en carreras profesionales donde corría como invitado.

## Palmarés
2002
- 1 etapa de la Ster Elektrotoer

2005
- 1 etapa del Regio-Tour

2010
- 1 etapa del Cinturón a Mallorca
- Tour de Düren
- 1 etapa del Oberösterreichrundfahrt

## Resultados en Grandes Vueltas
| Carrera | Carrera         | 2004 | 2005  | 2006 | 2007  | 2008  |
| ------- | --------------- | ---- | ----- | ---- | ----- | ----- |
|         | Giro de Italia  | ―    | 132.º | 97.º | 135.º | 131.º |
|         | Tour de Francia | ―    | ―     | ―    | 137.º | 140.º |
|         | Vuelta a España | ―    | ―     | ―    | ―     | ―     |

―: no participa
Ab.: abandono